# 尉迟祐
尉迟祐（？—580年），代人，河南郡洛阳县（今河南省洛阳市东）人，北周上柱国、相州总管、蜀国公尉迟迥之子，北周官员。

## 生平
尉迟祐在北周封西都郡公。大象二年（580年）六月，尉迟祐的父亲尉迟迥起兵反对大丞相杨坚。八月庚午（580年9月11日），尉迟迥与儿子尉迟惇、尉迟祐统帅率领全部十三万军队在邺城城南布下军阵，迎战韦孝宽率领的中央军。尉迟迥另外统领一万人，都是头戴绿巾，身穿锦袄，号称“黄龙兵”。尉迟祐的堂兄弟尉迟勤率领五万军队从青州支援尉迟迥，自己先率领三千骑兵到达。尉迟迥深谙用兵之道，现在虽然老了，仍然穿戴甲胄，亲自临阵。他的部下都是关中人，为尉迟迥奋力作战，韦孝宽等人的军队因形势不利而被迫后退。邺城百姓出来观战的有数万人，行军总管宇文忻说：“情况紧急！我要用诡诈的战法击败敌军。”宇文忻于是先射击观战的百姓，这些人纷纷逃走，互相推搡践踏，呼声震天。宇文忻于是传声呼喊：“叛贼失败了！”韦孝宽的军队很快士气重振，乘纷乱之机发起进攻。尉迟迥的军队大败，退保邺城。尉迟祐和哥哥尉迟惇、堂兄弟尉迟勤向东边的青州逃去，开府仪同大将军郭衍率领精锐骑兵一千人追击，俘虏了尉迟祐和尉迟勤。不久，尉迟祐和兄弟们都被诛杀。

## 兄弟姐妹
- 尉迟谊，北周开府、朔州刺史、资中郡公
- 尉迟宽，北周大将军、长乐郡公，早卒
- 尉迟顺，北周上柱国、胙国公
- 尉迟惇，北周军正下大夫、魏安郡公
- 尉迟氏，嫁北周仪同、松滋公拓跋兢，封回洛县君
- 尉迟氏，嫁北周骠骑大将军、开府仪同三司、东京司宪中大夫、文安县开国公周韪，封邓宁郡君